# Aniñon
Aniñon är en ort i Spanien.   Den ligger i provinsen Provincia de Zaragoza och regionen Aragonien, i den nordöstra delen av landet, 200 km nordost om huvudstaden Madrid. Aniñon ligger 722 meter över havet och antalet invånare är 827.
Terrängen runt Aniñon är kuperad åt nordost, men åt sydväst är den platt. Runt Aniñon är det ganska tätbefolkat, med 111 invånare per kvadratkilometer. Närmaste större samhälle är Calatayud, 11,3 km sydost om Aniñon. Omgivningarna runt Aniñon är i huvudsak ett öppet busklandskap.